# Marath Baruch Bolaños López
Marath Baruch Bolaños López (Nezahualcóyotl, Estado de México; 7 de julio de 1986) es un político, internacionalista y académico mexicano, miembro del partido Morena. Es el secretario del Trabajo y Previsión Social de México desde el 20 de junio de 2023 en los gobiernos de Andrés Manuel López Obrador y Claudia Sheinbaum.

## Trayectoria académica
Es licenciado en Relaciones Internacionales por la Facultad de Ciencias Políticas y Sociales de la UNAM y estudios de maestría en Estudios Latinoamericanos por la Facultad de Filosofía y Letras de la UNAM. En ambos grados realizó investigaciones sobre la cultura política y tradición comunitaria popular.
Se ha desempeñado como profesor titular en la Facultad de Filosofía y Letras y en la Asociación Mexicana de Cineastas, además de haber participado en diversos proyectos de investigación en la UNAM y realizó una estancia de investigación en el extranjero. Sus líneas de investigación son cultura política, comunicación política e historia electoral de México y América Latina.

## Trayectoria política
De 2014 a 2018 fungió como responsable del Movimiento Regeneración Nacional en la Coordinación y Organización del partido en la Ciudad de México. 
Fue diputado por el grupo parlamentario de Morena en la Asamblea Constituyente de la Ciudad de México, encargada de la elaboración de la primera Constitución Política de la Ciudad de México, en el período 2016-2017. Bajo esta representación popular se integró a los trabajos de las Comisiones de Derechos y Alcaldías. 
Del 1 de diciembre de 2018 al 30 de septiembre del 2020, ejerció como secretario particular del secretario de Relaciones Exteriores, Marcelo Ebrard.
Entre el 1 de octubre de 2020 y el 20 de junio de 2023, se desempeñó como subsecretario de Empleo y Productividad Laboral en la Secretaría del Trabajo y Previsión Social, a cargo, entre otras cosas, del programa Jóvenes Construyendo el Futuro y el Servicio Nacional de Empleo.
Es el actual secretario del Trabajo y Previsión Social  el 20 de junio de 2023, con la encomienda de continuar con los trabajos de transformación del mundo laboral, dando continuidad a las políticas de incremento al salario mínimo, eliminación de la subcontratación, consolidación de la Reforma Laboral, que en conjunto y sumadas a otras acciones han permitido vivir una primavera laboral. El 18 de julio de 2024, fue anunciado por la presidenta electa de México Claudia Sheinbaum para ratificarlo en el cargo de secretario del Trabajo para el periodo 2024-2030.

## Trayectoria en la STPS
Subsecretario de Empleo y Productividad Laboral
A partir del 1 de octubre de 2020 estuvo a cargo de la intermediación en el mercado laboral  bajo el cargo de Subsecretario de Empleo y Productividad Laboral.
Secretario del Trabajo
A partir del 20 de junio de 2023, por mandato del presidente Andrés Manuel López Obrador recibió el cargo de titular de la Secretaria del Trabajo y Previsión Social (STPS).

## Obras publicadas
- Coautor de Hacia la inclusión y equidad en las instituciones de educación superior en América Latina: aproximaciones críticas a su normatividad, Proyecto del MISEAL, Berlín, 2014.
- Colaborador de la publicación de Zolla, Carlos y Sánchez Carolina (coords.), Estado del Desarrollo Económico y Social de los Pueblos Indígenas de Guerrero (2 vols.), Ciudad de México, UNAM-SAI, 2010.